# Лора Стівен
Лора Стівен (англ. Laura Steven; також знана як Лора Солтерс, Л. К. Стівен або Лора Кіркпатрік) — англійська письменниця. Здобула першу премію Comedy Women in Print Prize за роман «Повна протилежність до Окей» (2018).
Вона використовувала комедію для дослідження феміністичних питань у своїх романах для молоді, зокрема досліджувала красу у романі «Кожна вишукана річ» (її переказ «Портрета Доріана Грея») та жіночу лють у романі «Спільнота бездушних дівчат» (її переказ «Дивної історії доктора Джекіла та містера Гайда»).

## Дитинство та освіта
Стівен виросла в Бервік-апон-Твід. Здобула ступінь бакалавра мистецтв (BA) з журналістики 2013 року та ступінь магістра мистецтв (MA) з творчого письма, обидва з них вона здобула в Нортумбрійському університеті.

## Кар'єра
Стівен розпочала свою кар'єру в журналістиці. 2014 року, у віці 23 років, під псевдонімом Лора Солтерс вона підписала перший книжковий контракт з видавництвом Witness Impulse (імпринтом HarperCollins), через яке 2015 року опублікувала дебютний роман, кримінальний трилер «Втеча». Згодом, 2016 року, вийшов її другий кримінальний роман «Ідеальна здобич».
Під ім'ям Лора Стівен вона здобула популярність завдяки дилогії для молоді про Іззі О'Ніл, перша з яких, «Повна протилежність до Окей», вийшла у видавництві Electric Monkeys (імпринт Egmont Books) 2018 року. Продовження «Дівчина, яку звуть Безсоромна» вийшло 2019 року. Під іменем Лора Кіркпатрік вона також видала фентезійний роман для середнього шкільного віку «І тоді я перетворилася на русалку» у видавництві Farshore Books (раніше Egmont Books, пізніше його придбали HarperCollins UK) та його продовження 2020 року «Не кажи йому, що я русалка».
Також 2020 року Lime Pictures придбала права на екранізацію наступного підліткового роману Стівен «Гіпотеза кохання» для телебачення ще до його виходу.

### Іззі О'Нілл
- Steven, Laura (2018). The Exact Opposite of Okay (English) . Electric Monkey. ISBN 978-1405288446.
- Steven, Laura (2019). A Girl Called Shameless (English) . Electric Monkey. ISBN 978-1405288620.

### А потім я перетворилася на русалку
- Kirkpatrick, Laura (2019). And Then I Turned into a Mermaid (English) . Farshore Books.
- Kirkpatrick, Laura (2020). Don't Tell Him I'm a Mermaid (English) . Farshore Books.

### Окремі романи
- Salters, Laura (2015). Run Away (English) . Witness Impulse.
- Salters, Laura (2016). Perfect Prey (English) . Witness Impulse.
- Steven, Laura (2020). The Love Hypothesis (English) . Electric Monkey. ISBN 978-1405296946.
- Steven, Laura (2022). The Society for Soulless Girls (English) . Electric Monkey. ISBN 978-1405296939.
- Steven, Laura (2023). Every Exquisite Thing (English) . Electric Monkey. ISBN 978-0008627355.

## Переклади українською
2025 року у видавництві «Artbooks» вийшов український переклад роману «Спільнота бездушних дівчат». Перекладачка — Олександра Місюра.